# Jean-Marc Kraidy
Aboua Serge Jean-Marc Kraidy (Abidjan, 16 settembre 1976) è un ex cestista ivoriano naturalizzato francese.

## Palmarès
- Campione della Costa d'Avorio (1990, 1991, 1993)